# El baquiné de angelitos negros
El baquiné de angelitos negros es un álbum conceptual ecléctico oscuro (en la tradición de Filles de Kilimanjaro) de Willie Colón. Fue la banda sonora de un especial de televisión producido por Latino Broadcasting Service que se emitió en WNET, afiliada de PBS en Nueva York.

## Temas
1. "Angustia Maternal" - 4:00
2. "Camino al Barrio" - 3:34
3. "Son Guajira del Encuentro" - 4:00
4. "Angelitos Negros Parte I" - 0:59
5. "Cuatro por Tres (El Sueño de Juana)" - 1:11
6. "Acuérdate" - 1:50
7. "Angelitos Negros Part II" - 0:41
8. "Para Los Viejitos" - 7:21
9. "Apartamento 21" - 2:44
10. "8th Avenue (In the Park)" - 2:49
11. "El Baquiné" - 2:45
12. "8th Avenue (El Fin)" - 1:21

escrito, arreglado y producido por Willie Colón

## Personal
- Ernie Agosto: bongó
- Sanford Allen: violín
- Andrés Eloy Blanco: voz
- Milton Cardona: conga, solista
- José Cigno: timbal
- Selwart Clarke: chelo
- Willie Colón: trombón, arreglista, director, productor
- Alfredo de la Fe: violín
- Gene Golden: percusión, conga, solista
- Andy González: bajo
- Rodgers Grant: piano
- Lewis Kahn: trombón
- Kathryn Kienke: violín
- Gloria Lanzarone: chelo
- Tom "Bones" Malone: sintetizador
- José Mangual Jr.: bongó, solista
- Eddy Martínez: piano
- Yoko Matsuo: violín
- Kermit Moore: violín
- Alphonse Mouzon: timbal
- Thomas Muriel: liner notes
- Raymond Orchart: percusión
- Víctor Paz: trompeta
- Lew Soloff: trompeta
- Bobby Porcelli: flauta, saxo (alto), solista
- Edward Rivera: bajo (eléctrico)
- Mario Rivera: saxo (barítono)
- Barry Rogers: trombón, solista
- Louis Romero: timbales, solista
- Marty Sheller: director
- Mauricio Smith: flauta, piccolo, solista
- Yomo Toro: guitarra, cuatro